# Полунін Михайло Степанович
Полунін Михайло Степанович (1923 — 2010) — радянський, український художник кіно.

## Життєпис
Народився 13 листопада 1923 р. Закінчив Львівський поліграфічний інститут (1963). 
З 1963 р. все життя працював художником комбінованих зйомок Кіностудії ім. О. П. Довженка.
Був членом Національної Спілки кінематографістів України.
Помер у 2010 році.

## Фільмографія
Брав участь у створенні стрічок:
- «Повія‎» (1961)
- «Наймичка» (1963)
- «Сувора гра» (1963)
- «Сон» (1964)
- «Казка про Хлопчиша-Кибальчиша» (1964)
- «Місяць травень» (1965)
- «Перевірено — мін немає» (1965)
- «До уваги громадян та організацій» (1965)
- «На самоті з ніччю» (1966)
- «Непосиди» (1967)
- «Ця тверда земля» (1967)
- «Білі хмари» (1968)
- «Карантин» (1968)
- «Падав іній» (1969)
- «Важкий колос» (1969)
- «Варчина земля» (1969, т/ф, 4 с)
- «Та сама ніч» (1970)
- «Назад дороги немає» (1970)
- «Комісари» (1970)
- «У тридев'ятому царстві» (1970)
- «Тронка» (1971)
- «Зоряний цвіт» (1971)
- «Бумбараш» (1971)
- «Іду до тебе...» (1971)
- «Олеся» (1971)
- «Лаври» (1972)
- «Адреса вашого дому» (1972)
- «Тут нам жити» (1973)
- «Новосілля» (1973)
- «Абітурієнтка» (1973)
- «Поцілунок Чаніти» (1974)
- «Ні пуху, ні пера» (1973)
- «Біле коло» (1974)
- «Юркові світанки» (1974, т/ф, 4 с)
- «Таємниця партизанської землянки» (1974)
- «Марина» (1974)
- «Там вдалині, за рікою» (1975)
- «Ральфе, здрастуй!» (1975, кіноальманах, у співавт.)
- «Дивитися в очі...» (1975)
- «Втеча з палацу» (1975)
- «Така вона, гра» (1976)
- «Свято печеної картоплі» (1976)
- «Пам'ять землі» (1976)
- «Не плач, дівчино» (1976)
- «Єралашний рейс» (1977)
- «Будьте напоготові, Ваша високосте!» (1978)
- «Напередодні прем'єри» (1978)
- «Спокута чужих гріхів» (1978)
- «Дударики» (1979)
- «Впізнай мене» (1979)
- «Дощ у чужому місті» (1979)
- «Вигідний контракт» (1979)
- «Смужка нескошених диких квітів» (1979)
- «Скарбничка» (1980, т/ф, 2 а)
- «Ранок за вечір мудріший» (1981)
- «Таємниці святого Юра» (1982)
- «Гонки по вертикалі» (1982, 3 с)
- «Інспектор Лосєв» (1982, т/ф, 3 а)
- «Неспокійна ніч» (1982)
- «Легенда про княгиню Ольгу» (1983)
- «Вир» (1983)
- «Климко» (1983)
- «Провал операції „Велика ведмедиця“» (1983)
- «Петля» (1983, т/ф, 3 с)
- «Звинувачення» (1984)
- «Володьчине життя» (1984)
- «Прелюдія долі» (1984)
- «Які ж ми були молоді» (1985)
- «Десь гримить війна» (1986)
- «Робота над помилками» (1988)
- «Камінна душа» (1989)
- «Чорна Долина» (1990)
- «Це ми, Господи!..» (1990)
- «Тримайся, козаче!» (1991, реж. Віктор Семанів)
- «Градус чорного Місяця» (1992)
- «Кілька любовних історій» (1994)
- «Геллі і Нок» (1995)
- «Чорна рада» (2000) та ін.